# Большеухий лазающий хомяк
Большеухий лазающий хомяк (Ototylomys phyllotis) — до последнего времени считалось, что это единственный вид в монотипическом роде Otonyctomys. Однако в 2017 году был описан новый вид того же рода Ototylomys chiapensis, но пока он ещё не вошёл в фундаментальные сводки, и не признан окончательно мировым научным сообществом. Род Ototylomys относится к подсемейству Tylomyinae семейства Cricetidae. Большеухий лазающий хомяк обитает в Центральной Америке от Мексики до Коста-Рики.

## Описание
Большеухий лазающий хомяк входит в отряд Rodentia и семейство Cricetidae и является наиболее широко распространенным видом рода Ototylomys. Второй вид этого рода Ototylomys chiapensis был описан в 2017 году из мексиканского штата Чьяпас. Появление рода Ototylomys датируется 3,35 миллиона лет назад, до Великого обмена фаунами между Северной и Южной Америкой, и первоначально этот род был распространён на территории современных Гондураса и Сальвадора.
Ototylomys в переводе с греческого означает otus (ухо), tylos (узел, узел, выпуклость) и mus (мышь).
Большеухий лазающий хомяк — стройный хомяк контрастной окраски; темный сверху  и светлый снизу. Глаза и уши большие. У него крупные голые уши и длинный голый хвост, покрытый чешуйками. Его размеры и цвет изменчивы в зависимости от того, где он живет, но в большинстве популяций брюшки кремово-белые, за исключением обитателей Мексики и Гватемалы, у которых они темно-серого цвета. Череп плоский сверху и имеет выступающую межтеменную кость и надглазничные гребни. У этого вида нет полового диморфизма.

## Филогения
Род Ototylomys наиболее близок к Tylomys. Оба они известны как лазающие хомяки, эндемичные для Центральной Америки. У них обоих уплощенные черепные коробки, удлиненные черепа, сильно развитые надглазничные гребни и резкие отверстия. У них тоже есть похожие репродуктивные железы. Они различаются по многим чертам, в том числе тем, что Ototylomys меньше по размеру и обладает большими ушами. У них также есть более крупные слуховые барабаны, их рострум уже, а бакулум длиннее и уже относительно их общих размеров.

## Распространение и среда обитания
Этот вид обитает от Мексики до Коста-Рики.

## Питание
Рацион большеухого лазающего хомяка еще плохо изучен, но известно, что он, в основном, состоит из фруктов и листьев.

## Поведение
Большеухие лазающие хомяки ведут древесный и ночной образ жизни, их можно увидеть как на земле, так и на деревьях. Их копулятивное поведение отличается тем, что имеет место копулятивное склещивание.
Похоже, что регулярного эстрального цикла нет. Срок беременности у большеухого лазающего хомяка 52 дня. У этого вида может быть отсроченная имплантация. У самок наблюдается послеродовой эструс, размер помёта варьирует от 1 до 4.
В момент рождения новорожденные детёныши выглядят очень взрослыми для своего возраста. Они преследуют мать почти с самого рождения и ко второму дню уже достигают 50% длины тела взрослой особи и реагируют на громкие звуки. К 6-му дню они открывают глаза, они цепляются за соски своей матери в течение 30 дней. Время полового созревания  варьирует в пределах этого вида.
Большеухий лазающий хомяк стал объектом исследования из-за болезни, вызванной Leishmania (L.) mexicana. Это внутриклеточный паразит, который заражает этих грызунов и делает их хорошей моделью для дальнейших исследований по этой теме.